# کلی سانتوس
کلی سانتوس (انگلیسی: Kelly Santos؛ زادهٔ ۱۰ نوامبر ۱۹۷۹) بازیکن بسکتبال اهل برزیل است.
وی در مسابقات کشوری و بین‌المللی در مجموع برندهٔ ۱ مدال نقره، ۲ مدال برنز شده‌است.